# Symfonie nr. 23 (Hovhaness)
Alan Hovhaness voltooide zijn Symfonie nr. 23 Ani opus 249 in de periode 1 tot en met 18 januari 1972.
Het verzoek tot dit werk kwam de Smithtown Central High School Symphonic Band en haar dirigent Lawrence Sobol. Smithtown (Long Island) heeft daardoor waarschijnlijk ook de eerste uitvoering van dit werk gekregen. Symfonie nummer 23 is een van de acht symfonieën die Hovhaness componeerde voor een harmonieorkest; daarna zijn er nog een aantal werken van zijn hand, die ene lichte voorkeur voor blaasinstrumenten te zien geven. In dit werk kan indien gewenst een antifoon koperkoor toegepast worden.
Ani is een legendarische stad, ooit hoofdstad van Armenië en ook religieus centrum van dat land. Ani, de stad van 1001 kathedralen. Dit bracht met zich mee dat de muziek aan die stemming is aangepast. Het werk is geschreven in Oosterse kerktoonladdersystemen en bestaat voor een groot deel uit hymnes en koralen, beginnend in een 7/4-maat. Hier en daar is er ruimte voor “senza misura” (zonder maatvoering spelen). Deel 2 is daarop een uitzondering; de solostemmen altklarinet, altsaxofoon, dwarsfluit en piccolo spelen geheel zonder maatvoering tegen een achtergrond van percussieinstrumenten. Normaliter geven die enige houvast in ritmes en maat, doch de maatindeling is hier soms 13/8, waardoor ook hier het gevoel van maatloosheid ontstaat.
De voor Hovhaness zo gebruikelijke fuga annex canon zit verstopt in deel 3, waarin de cornetten hem inzetten en delen van het ensemble de melodielijn overnemen. Uiteindelijk besluit een hymne met buisklokken de symfonie.
Hovhaness schreef over Ani:
Ik had vertrouwen in je duizend kerken en in de macht van de Christelijke God.Nu zijn alleen nog gebroken stenen en ruïnemuren over. Misschien is Hij naar een verre planeet verhuisd, of een afgelegen zon in een ander heelal. Waarom heeft hij jou verlaten aan de wrede en jaloerse God van de vijand. De stilte rond de restanten is verschrikkelijk.
Het werk valt in drie delen uiteen:
- Adagio legato espressivo; geeft het gevoel van een kathedraal weer
- Allegro grazioso; een humoresque
- Adagio con molto expressione

## Orkestratie
- 1 piccolo, 7 dwarsfluiten, 2 hobo’s, 2 esklarinetten, 6 Besklarinetten, 2 altklarinetten, 2 basklarinetten, 2 fagotten ;
- 1 altsaxofoon, 1 tenorsaxofoon, 1 baritonsaxofoon
- 4 eerste cornetten, 4 tweede cornetten, 4 eerste hoorns, 4 tweede hoorns, 1 bariton, 2 eufoniums, 6 eerste trombones, 6 tweede trombones, 6 derde trombones, 4 tuba’s
- 1 stel pauken, tamtam, grote trom, glockenspiel, marimba, vibrafoon, xylofoon en buisklokken
- contrabas.

## Discografie
- Uitgave Crystal Records: Highline & Shoreline Symphonic Bands o.l.v. componist. De opname is zeer matig; de originele opname had haar beste tijd gehad voordat zij werd gebruikt om overgezet te worden naar de compact disc. Ook de uitvoering is matig; veel foute noten in de diverse orkeststemmen. De componist vond echter destijds dat het uniek materiaal is, wat release verdiende. De platen maatschappij bood haar excuses aan voor de kwaliteit.
- Uitgave Naxos: uitgave mei 2010: Trinity College of Music Wind Orchestra o.l.v. Kenneth Brion zal een betere geluids- en uitvoeringskwaliteit hebben; opnamen 2008